# Tumrok (pasmo)
Tumrok (ros. Тумрок) – pasmo górskie w azjatyckiej części Rosji, na Kamczatce. Jest najwyższym pasmem Gór Wschodnich. Rozciąga się na długości ok. 180 km. Od północy graniczy z pasmem Kumrocz, od południa z pasmem Wałaginskij chriebiet. Od południowego wschodu dolina rzeki Storoż oddziela go od pasma Gamczen.
Najwyższym szczytem jest, leżący na południowym krańcu pasma, wulkan Kizimen mający wysokość 2485 m (2334 m). Na północnym krańcu pasma znajduje się wulkan Tumrok (2103 m).
Pasmo zbudowane z łupków metamorficznych, granitów i skał wulkanicznych. W niższych partiach występują lasy liściaste, w wyższych zaś tundra górska i nieduże lodowce.
Dużą część pasma zajmuje Kronocki Rezerwat Biosfery.